# Dubai Knowledge Village

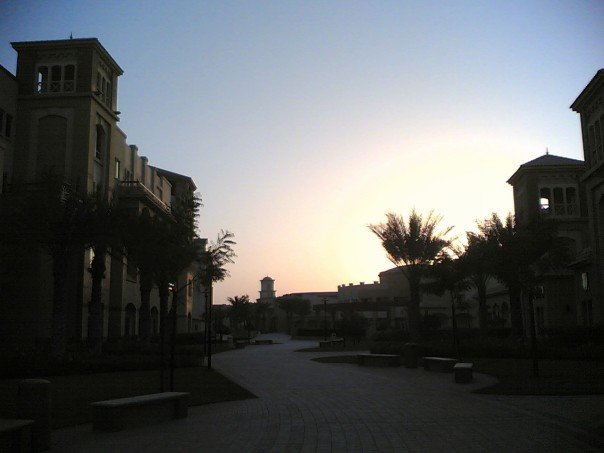
Imagen del Dubai Knowledge Village.

Dubai Knowledge Village es una zona de libre comercio educativo y campus en la ciudad de Dubái que ofrece servicios de formación e instituciones de aprendizaje para operar con la propiedad extranjera del 100%. Hay más de 400 instituciones que operan en él, que incluyen universidades. Es propiedad de Dubai Holding filial de TECOM Inversiones, centros de formación, centros de empresas profesionales de recursos humanos.
En 2007, TECOM Inversiones lanzó una instalación separada, Dubai International Academic City, donde todas las instituciones de educación superior de Dubai Knowledge Village. 

## Socios y las instituciones miembros en Dubai Knowledge Village
- American College of the Emirates
- University of Wollongong in Dubai
- Birla Institute of Technology & Science, Pilani - Dubai (Se ha transferido a DIAC)
- European University College Brussels
- Heriot-Watt University Dubai
- Islamic Azad University
- Mahatma Gandhi University
- Middlesex University, Dubai
- Universidad de Nuevo Brunswick en Dubái
- Saint-Petersburg State University of Engineering and Economics
- British University in Dubai
- The International Academy of Financial Management
- Eton Instituto Educacional